# هنري وودز (محامي)
هنري وودز (بالإنجليزية: Henry Woods)‏ هو قاضي ومحامي أمريكي، ولد في 17 مارس 1918 في أبفيل في الولايات المتحدة، وتوفي في 14 مارس 2002 في ليتل روك في الولايات المتحدة.